# Arnold Weichelt
Arnold Weichelt war ein deutscher Buchdrucker und Verleger im 19. Jahrhundert in Hannover.

## Leben
Laut dem Adressbuch der Stadt Hannover von 1872 betrieb der gleichnamige Drucker und Verleger Arnold Weichelt spätestens seit dem Jahr nach der Ausrufung des Deutschen Kaiserreichs sein Unternehmen. Doch erst 1874 empfahl sich Weichelt mit seinem Unternehmenssitz in der seinerzeitigen Schillerstraße 20 in Hannover über ein Inserat in der Allgemeinen Zeitung des Judentums: Durch den Kauf der vormals Königlich Hannoverschen Telgener'schen Hof-Buchdruckerei, gegründet von Ernst August Telgener, auch E. A. Telgener, besaß Weichelt nun die „[...] bekanntlich [...] reichhaltigste Auswahl hebräischer Lettern in ganz Norddeutschland“, bot aber auch den Druck deutschsprachiger Werke, Broschüren und Predigten an.
Die Holzstecher Richard Brend’amour und Adolf Cloß ließen bei Weichelt Stiche drucken.
Zur Zeit des Ersten Weltkrieges informierte die Papier-Zeitung von 1916 über die Umfirmierung des Betriebes in „Johannes Dieckmann, vormals Buchdruckerei von Arnold Weichelt“.